# Двадесеттрећа египатска династија
Двадесеттрећа египатска династија заједно са 21, 22, 24. и 25. династијом чине период у историји старог Египта, који је познат под називом Трећи прелазни период.
Двадесеттрећа династија представља период владавине фараона из либијског племена Мешвеш. Споменици из доба њихове владавине сведоче да су контролисали Горњи Египат заједно са владарима Двадесетдруге династије у времену пре смрти Осоркона II.

## Фарани Двадесеттреће династије
Фараони Двадесеттреће династије били су:
- Харсиесе А, владао од 874. године п. н. е. до 860. године п. н. е.
- Такелот II, владао од око 842/841. п. н. е. до 816/815. п. н. е.
- Петубастис I, владао од око 834/831. п. н. е. до 809/806. п. н. е.
- Шошенк VI, владао од 804. п. н. е. до 798. п. н. е.
- Осоркон III, владао од 798. п. н. е. до 769. п. н. е.
- Такелот III, владао од 774. п. н. е. до 759. п. н. е.
- Рудамун, владао од 759. п. н. е. до 739. п. н. е.
- Пефтџаувибаст, владао од 734. п. н. е. до 724. п. н. е.